# Grotte Celoni
Grotte Celoni è una stazione della linea C della metropolitana di Roma. Originariamente parte della linea ferroviaria Roma-Fiuggi-Frosinone, a seguito della chiusura di quest'ultima fu oggetto di ristrutturazione e trasformazione in stazione metropolitana. Si trova lungo la via Casilina, tra le zone di Torre Angela e Torre Gaia, in prossimità di un ampio capolinea di autobus urbani e regionali.

## Storia

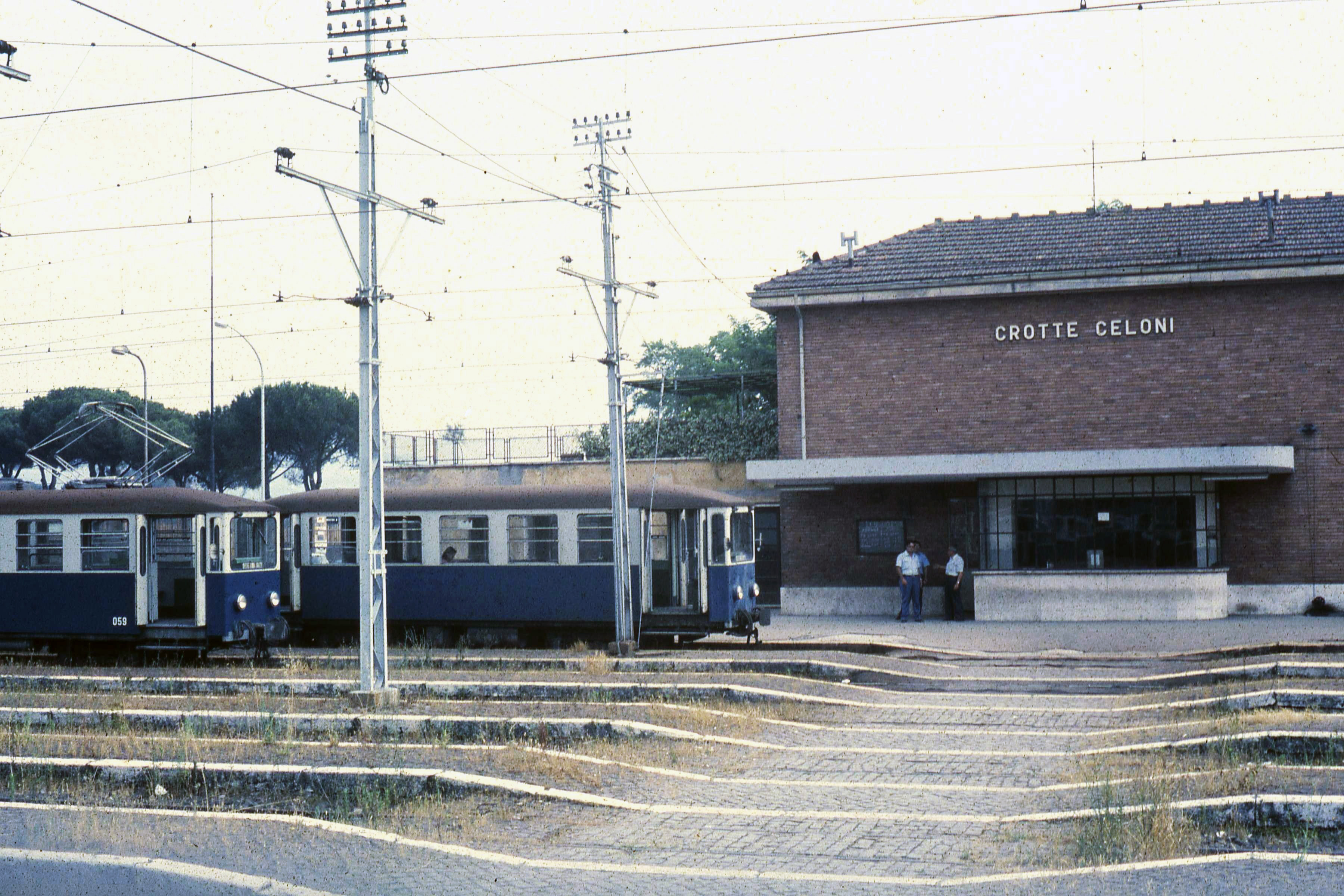
Il fabbricato viaggiatori con l'ufficio movimento visto dal piazzale nel 1979

La stazione fu inaugurata il 26 dicembre 1926, originariamente denominata "Grotta Celona", inizialmente come semplice fermata. Venne istituita come fermata facoltativa e interessata dai soli treni misti provenienti dalle Cave di Laghetto; questa era posta al chilometro 12 circa, tra Torrenova e Borghesiana sull'originario tracciato a binario unico della ferrovia SFV per Frosinone.
Il 24 aprile 1939 la fermata viene trasformata in posto di movimento e ricollocata alla progressiva chilometrica 13+445. Inizialmente la località di servizio era completamente sprovvista di segnalamento e dotata di due binari tronchi allacciati a quello di corsa della linea tramite un deviatoio munito di fermascambio posto lato Torrenova. Erano lunghi ciascuno 65 m con l'asta di manovra finale lunga 15 m.
La totale assenza di segnali fissi comportò l'imposizione temporanea a tutti i treni l'arresto 15 m prima del deviatoio d'accesso, posto normalmente per il corretto tracciato, che venivano poi fatti avanzare coi segnali di manovra fin dentro la stazione. A breve distanza dall'attivazione del posto di movimento, venne attivata la piccola fermata "Breda" posta a 150 m lato Torrenova, più precisamente alla progressiva 13+300.
Il raddoppio del tracciato tra Centocelle e Grotte Celoni fu inaugurato nel 1940 causando una modifica del piazzale binari lato Roma.
Nella seconda metà degli anni novanta la stazione fu sottoposta a una profonda ristrutturazione: laddove fino ad allora, infatti, i binari erano allo stesso livello del fabbricato viaggiatori ed erano dotati di banchine, a seguito dei lavori il fabbricato viaggiatori fu chiuso e tutto il piano binari ribassato. Furono inoltre costruite delle nuove pensiline moderne e una passerella sopra a queste. Già nel 1996 erano iniziati i lavori per la grande pensilina centrale e, a seguito della sua costruzione, furono dismessi i binari 4, 5 e 6.

### Lavori di trasformazione
La stazione fu chiusa il 7 luglio 2008 a seguito dei lavori di trasformazione necessari per l'inclusione del tratto terminale della Roma-Pantano nella linea C. La riapertura, inizialmente prevista per l'11 ottobre 2014, slittò al 9 novembre successivo per problemi ad alcuni impianti lungo la linea.

## Strutture e impianti
La stazione, nel 1976 posta alla progressiva chilometrica 13+226, dispone di un fabbricato viaggiatori, chiuso al pubblico e tagliato fuori dall'impianto vero e proprio, di 5 binari di cui tre tronchi in direzione Frosinone e di 3 ampie banchine al servizio dei suddetti binari.
Annesso al fabbricato viaggiatori vi era l'ufficio dei Dirigenti Movimento, inutilizzato dall'inizio dei lavori di trasformazione degli anni 2000, e un piccolo fabbricato per i servizi igienici.
I treni della linea C utilizzano i binari 2 (direzione San Giovanni) e 5 (direzione Pantano). I binari 3 e 4 sono dotati di porte di banchina, ma vengono utilizzati raramente, in caso di necessità di corse limitate; il binario 1 dispone di banchina ma non è utilizzato per il servizio viaggiatori, è tronco ed è utilizzato solo dai dipendenti della stazione e/o dell'ATAC.

## Servizi
La stazione dispone di:
- Biglietteria automatica
- Servizi igienici

## Interscambi
La stazione permette i seguenti interscambi:
- Fermata autobus ATAC e COTRAL